# Kolonješki distrikt
Kolonješki distrikt (albanski: Rrethi i Kolonjës) je jedan od 36 distrikata u Albaniji, dio Korčanskog okruga. Po procjeni iz 2004. ima oko 17.000 stanovnika, a pokriva područje od 805 km². 
Nalazi se na jugoistoku države, a sjedište mu je grad Ersekë. Distrikt se sastoji od sljedećih općina:
- Barmash
- Çlirim
- Ersekë
- Leskovik
- Mollas
- Piskal-Novoselë
- Qendër Ersekë
- Qendër Leskovik